# Okolona
Okolona település az Amerikai Egyesült Államok Mississippi államában, Chickasaw megyében, melynek megyeszékhelye is. Lakosainak száma 2513 fő (2020. április 1.).

## Népesség
A település népességének változása:

| 2010 | 2 692 |
| 2020 | 2 513 |